# Faustus Cornelius Sulla (Suffektkonsul 31)
Faustus Cornelius Sulla war ein römischer Politiker und Senator. Er war mit Domitia Lepida verheiratet und damit Stiefvater von Valeria Messalina, der Ehefrau des Kaisers Claudius. Im Jahr 31 bekleidete er gemeinsam mit Sextus Tedius Valerius Catullus das Amt des Konsuls als Suffektkonsul in der Nachfolge des zu dieser Zeit amtierenden Kaisers Tiberius und erreichte damit den Höhepunkt seiner politischen Laufbahn. Seinerseits wurde er von Publius Memmius Regulus abgelöst.